# Kıvılcım Kaya
Kıvılcım Kaya Salman (* 27. März 1992 in Ankara) ist eine türkische Leichtathletin, die sich auf den Hammerwurf spezialisiert hat.

## Sportliche Laufbahn
Erste Erfahrungen bei internationalen Meisterschaften sammelte Kıvılcım Kaya im Jahr 2009, als sie bei  den Jugendweltmeisterschaften in Brixen mit einer Weite von 57,91 m die Silbermedaille im Hammerwurf gewann. Anschließend gewann sie auch beim Europäischen Olympischen Jugendfestival (EYOF) in Tampere mit 60,30 m die Silbermedaille. 2011 gewann sie bei den Junioreneuropameisterschaften in Tallinn mit 66,74 m ebenfalls die Silbermedaille und im Jahr darauf qualifizierte sie sich erstmals für die Teilnahme an den Olympischen Sommerspielen in London, verpasste dort aber mit 69,50 m den Finaleinzug. 2013 wurde sie bei den Türkischen Meisterschaften des Dopings überführt und daraufhin für zwei Jahre gesperrt. 2015 gewann sie bei den Balkan-Meisterschaften in Pitești mit 71,04 m die Silbermedaille und schied daraufhin bei den Weltmeisterschaften in Peking mit 67,98 m in der Qualifikation aus. Im Jahr darauf gewann sie bei den Balkan-Meisterschaften in Pitești mit einem Wurf auf 68,03 m die Bronzemedaille und schied anschließend bei den Europameisterschaften in Amsterdam mit 65,97 m in der Vorrunde aus, ehe sie bei den Olympischen Sommerspielen in Rio de Janeiro mit 64,79 m erneut den Finaleinzug verpasste. 
2017 gewann sie bei den Islamic Solidarity Games in Baku mit einer Weite von 67,41 m die Silbermedaille hinter der Aserbaidschanerin Hanna Skydan. Anschließend schied sie bei den Weltmeisterschaften in London mit 67,76 m in der Qualifikation aus und wurde dann bei der Sommer-Universiade in Taipeh mit 70,41 m Vierte. Im Jahr darauf gewann sie bei den Mittelmeerspielen in Tarragona mit 71,07 m die Silbermedaille hinter der Französin Alexandra Tavernier und anschließend verpasste sie bei den Europameisterschaften in Berlin mit 68,10 m den Finaleinzug. 2019 gewann sie bei den Balkan-Meisterschaften in Prawez mit 69,04 m die Bronzemedaille und 2021 wurde sie bei den Balkan-Meisterschaften in Smederevo mit 65,40 m Fünfte. Im Jahr darauf gewann sie bei den Mittelmeerspielen in Oran mit 69,82 m erneut die Silbermedaille, diesmal hinter der Spanierin Laura Redondo. Im August gewann sie bei den Islamic Solidarity Games in Konya mit 65,68 m die Silbermedaille hinter der Aserbaidschanerin Skydan und gelangte anschließend bei den Europameisterschaften in München mit 67,04 m auf Rang elf. 2024 belegte sie bei den Balkan-Meisterschaften in Izmir mit 64,01 m den vierten Platz.
In den Jahren 2012 und 2018 sowie 2019 und 2022 und 2023 wurde Kaya türkische Meisterin im Hammerwurf.